# Comitato di Dio
Il comitato di Dio (in inglese God Committee) è il termine familiare e polemico per intendere il "Admissions and Policies Committee of the Seattle Artificial Kidney Center at Swedish Hospital", ovvero un comitato sorto nei primi anni sessanta negli USA, con il fine di decidere chi (pochi tra tanti) avesse diritto ad essere sottoposto all'allora emergente tecnologia dell'emodialisi.
Nel 1961 venne inaugurata a Seattle, presso lo Swedish Hospital, l'apparecchiatura per l'emodialisi e nello stesso anno fu formato il comitato per scegliere chi poteva essere sottoposto a tale trattamento.
La problematica nasceva infatti dalla carenza di apparecchi per l'emodialisi, (dal costo allora proibitivo o considerato tale) e, all'opposto, dal gran numero di pazienti in insufficienza renale irreversibile (quindi con brevissima aspettativa di vita).
Prima del 1960 si poteva utilizzare il trattamento solo per brevi periodi. Successivamente, Belding Hibbard Scribner della University of Washington sviluppò uno shunt in Teflon che permetteva un accesso vascolare permanente, indispensabile per l'esecuzione dell'emodialisi.
Il Comitato di Seattle era composto da 7 cittadini: un avvocato, un sacerdote, una casalinga, un funzionario statale, un banchiere, un sindacalista ed un chirurgo selezionato dalla King County Medical Society.
La problematica relativa alle decisioni fu portata alla pubblica attenzione da Shana Alexander in Life del 9 novembre 1962.
In tale pubblicazione venne appunto utilizzata la denominazione Comitato di Dio.
Con la fine degli anni sessanta e il diffondersi dell'emodialisi, il comitato di Seattle e altri  simili sorti nel frattempo, furono sciolti.